# Nur-ahum
Pour les articles homonymes, voir Nur.
Nur-ahum (en akkadien Nūr-aḫum) est un gouverneur (ensí) de la cité d'Eshnunna en Mésopotamie vers la fin du XXIe siècle av. J.-C.. Il est vraisemblablement installé dans la ville par le roi Ishbi-Erra d'Isin. Il marie sa fille au fils d'un important chef amorrite.